# Marie Minna Bielenberg
Marie Minna Bielenberg (* 21. März 1897 in Norderwisch bei Volsemenhusen; † 8. Januar 1983 in Marne) war eine deutsche Malerin und Töpferin.

## Leben
Marie Minna Bielenberg besuchte die Kunsthochschule am Lerchenfeld in Hamburg. Von 1919 bis 1921 wurde sie an der Kunsthochschule in den Fächern Naturstudien, ornamentales Entwerfen und Gebrauchsgrafik von Fritz Behnke (1888–1932), Friedrich Wehland, Johannes Poppen (1893–1944) und Richard Meyer unterrichtet. Im Oktober 1921 wechselte sie an die staatliche Akademie für Kunstgewerbe nach Dresden. Dort erfolgte ihre Ausbildung bis Juli 1922 in der Abteilung für Angewandte Plastik bei Adolf Sonnenschein (1878–1952) und Karl Groß. 
Ein weiteres Studium oder eine Berufsausübung wurden durch den Verdacht auf Tuberkulose vereitelt. Ihre Krankheit zog lange Kuraufenthalte im Schwarzwald, in der Schweiz und auf Föhr nach sich.
1935 war sie für ein Jahr in der Tellingstedter Kunsttöpferei von Johann Heinrich Reimers (1868–1938) tätig; ihr Ziel war es, handwerklich hochstehende Keramiken in Anlehnung an alte Muster zu schaffen.
1938 ließ sie sich zur Sekretärin und Fremdsprachenkorrespondentin umschulen.
Während des Zweiten Weltkrieges war sie im Marinebauamt in Hamburg, dann im U-Boot-Stützpunkt La Rochelle in Frankreich tätig.
Von 1947 bis 1952 leitete sie in Marne das Atelier Malen von Bildern und die Ausführung kunstgewerblicher Entwürfe auf dem Gebiet der Töpferei. Sie gab 1963 ihre Selbständigkeit auf, um die Marner Filiale Edelschmiede der Meldorfer Domgoldschmiede zu führen. In dieser Zeit entwarf sie auch Schmuck.
Zeit ihres Lebens zeichnete, aquarellierte und malte sie Landschafts- und Tierbilder. Ihre Bilder befinden sich in Privatbesitz.